# Neotmethis bidentatus
Neotmethis bidentatus är en insektsart som beskrevs av Usmani 2008. Neotmethis bidentatus ingår i släktet Neotmethis och familjen Pamphagidae. Inga underarter finns listade i Catalogue of Life.